# Communauté de communes du Cézallier
La communauté de communes du Cézallier est, depuis le 1er janvier 2017, une ancienne communauté de communes française, située dans le département du Cantal et la région Auvergne-Rhône-Alpes.

## Historique
Elle est créée en 1998. Le 1er janvier 2010, la commune de Saint-Saturnin intègre l'intercommunalité.
Le 7 mars 2016, la Commission départementale de coopération intercommunale du Cantal, réunie pour examiner le projet de schéma départemental de coopération intercommunale, propose, après examen des amendements,  de fusionner la communauté de communes du Cézallier avec les communautés de communes du Pays de Massiac et du Pays de Murat, à l'exception de Lugarde et Montgreleix.
L'ensemble des communes rejoint Hautes Terres Communauté le 1er janvier 2017, à l'exception de Lugarde qui rejoint la communauté de communes du Pays Gentiane et Montgreleix, la communauté de communes du Massif du Sancy (Puy-de-Dôme).

## Territoire communautaire

### Composition
La communauté de communes regroupait les 18 communes suivantes :
| Nom                    | Code Insee | Gentilé        | Superficie (km2) | Population (dernière pop. légale) | Densité (hab./km2) |
| ---------------------- | ---------- | -------------- | ---------------- | --------------------------------- | ------------------ |
| Marcenat (siège)       | 15114      | Marcenatais    | 51,47            | 505 (2014)                        | 9,8                |
| Allanche               | 15001      | Allanchois     | 49,89            | 771 (2014)                        | 15                 |
| Chanterelle            | 15040      |                | 19,72            | 91 (2014)                         | 4,6                |
| Charmensac             | 15043      |                | 15,17            | 83 (2014)                         | 5,5                |
| Condat                 | 15054      | Condatais      | 40,24            | 1 031 (2014)                      | 26                 |
| Joursac                | 15080      |                | 21,11            | 146 (2014)                        | 6,9                |
| Landeyrat              | 15091      |                | 21,28            | 97 (2014)                         | 4,6                |
| Lugarde                | 15110      | Lugardais      | 13,43            | 152 (2014)                        | 11                 |
| Montboudif             | 15129      | Boudimontois   | 20,42            | 188 (2014)                        | 9,2                |
| Montgreleix            | 15132      |                | 17,63            | 40 (2014)                         | 2,3                |
| Peyrusse               | 15151      |                | 29,26            | 156 (2014)                        | 5,3                |
| Pradiers               | 15155      |                | 23,61            | 97 (2014)                         | 4,1                |
| Saint-Bonnet-de-Condat | 15173      | Bonnetois      | 17,32            | 110 (2014)                        | 6,4                |
| Sainte-Anastasie       | 15171      | Anastasiens    | 15,88            | 143 (2014)                        | 9                  |
| Saint-Saturnin         | 15213      | Saint-Sanniens | 38,71            | 208 (2014)                        | 5,4                |
| Ségur-les-Villas       | 15225      |                | 26,69            | 212 (2014)                        | 7,9                |
| Vernols                | 15253      |                | 24,20            | 67 (2014)                         | 2,8                |
| Vèze                   | 15256      |                | 25,46            | 63 (2014)                         | 2,5                |

### Démographie
| 1968  | 1975  | 1982  | 1990  | 1999  | 2009  | 2014  |
| ----- | ----- | ----- | ----- | ----- | ----- | ----- |
| 9 192 | 8 028 | 7 117 | 6 151 | 5 237 | 4 388 | 4 160 |

## Administration

### Compétences
- Aménagement de l'espace
- Actions de développement économique
- Équipements publics, entreprises
- Tourisme
- Agriculture
- Protection et mise en valeur de l'environnement
- Politique du logement et du cadre de vie
- Habitat
- Service aux personnes
- Voirie
- Culture
- Techniques de communication et d'information
- Prestations de services